# 盧綸 (弘治進士)
盧綸（1473年—？），字朝言，廣東廣州府增城縣人，軍籍，明朝政治人物。

## 生平
弘治八年（1495年）乙卯科廣東鄉試第五十四名舉人，十五年（1502年）中式壬戌科會試第二十二名，三甲第一百六十六名進士。授行人司行人，正德三年（1508年）六月升戶科給事中，十一月以失儀為侍班御史所劾，下錦衣衛獄，杖二十，奉命稽查大同等處諸餉，六年（1511年）三月升吏科右給事中，十一月升兵科左給事中，七年（1512年）七月出為四川布政使司左參議，十三年（1518年）二月升四川按察司副使，十六年（1521年）正月升四川按察使，裁抑內閣首輔楊廷和子侄之怙勢者，被其記恨，罷職歸里。隆慶二年（1568年）祀鄉賢。

## 家族
曾祖盧熊；祖父盧璲；父盧廷燦，訓導。母蕭氏。重慶下。